# Instituto de Estudios Albacetenses
El Instituto de Estudios Albacetenses Don Juan Manuel (IEA) es un organismo autónomo dependiente de la Diputación Provincial de Albacete que tiene como objetivo la investigación y la difusión de la cultura de la provincia de Albacete.  El IEA forma parte de la Confederación Española de Centros de Estudios Locales del Consejo Superior de Investigaciones Científicas.

## Historia
El Instituto de Estudios Albacetenses lo crea la Excelentísima Diputación Provincial de Albacete, en la sesión ordinaria el día 26 de noviembre de 1976, siendo presidente de la misma DON DANIEL SILVESTRE MOROTE, en el punto 23 del pleno, SERVICIOS DOCENTES Y CULTURALES, moción de la presidencia sobre creación de Estudios Albacetenses, se aprueba de forma unánime dicha moción. Sesión ordinaria de la Diputación Provincial el día 28 de enero de 1977; Punto 26 PROPUESTA DE ACUERDOS SOBRE CREACIÓN DEFINITIVA DEL I.E.A. , y aprobación definitiva de sus estatutos. Vista la propuesta formulada por la presidencia de la Diputación, se acuerda: 
1- Decidir de modo definitivo la creación y establecimiento del I.E.A., como servicio público de esta Diputación Provincial.
2- Decidir la prestación de dicho servicio por el sistema de Fundación Pública.
3- Aprobar los estatutos de dicho Instituto.
4- Determinar que a partir del presente ejercicio, se integren en los presupuestos ordinarios de esta Diputación las consignaciones pertinentes.
5- Decidir que se eleve a la próxima sesión propuesta de designación de los nueve primeros miembros fundadores del I. E.A.
Como antecedentes del I. E. A., es destacable el impulso de un grupo de investigadores, como D. Francisco Fuster Ruiz, D. Miguel Panadero Moya, y otros…. Creadores del ARCHIVO HISTÓRICO PROVINCIAL, y de la revista AL-BASIT. La diputación se hizo cargo del centro, con unos estatutos iniciales –que posteriormente han ido cambiado para adaptarse a las necesidades y crecimiento de la institución– y una primigenia junta directiva.

## Funciones
La investigación, la divulgación a través de publicaciones científicas o revistas y la documentación sobre la provincia son las principales funciones del centro. Además, el IEA otorga becas para investigación. En su seno se realizan congresos y exposiciones.

## Miembros
Son miembros del IEA aquellas personalidades destacadas del ámbito cultural y científico de la provincia de Albacete, tanto de dentro como de fuera de sus fronteras, elegidas por la institución para formar parte de ella. El Instituto de Estudios Albacetenses está formado por  132 miembros. Asimismo, el IEA cuenta con 8 miembros de honor, entre los que se encuentran Tomás Navarro Tomás o Benjamín Palencia.

## Organización

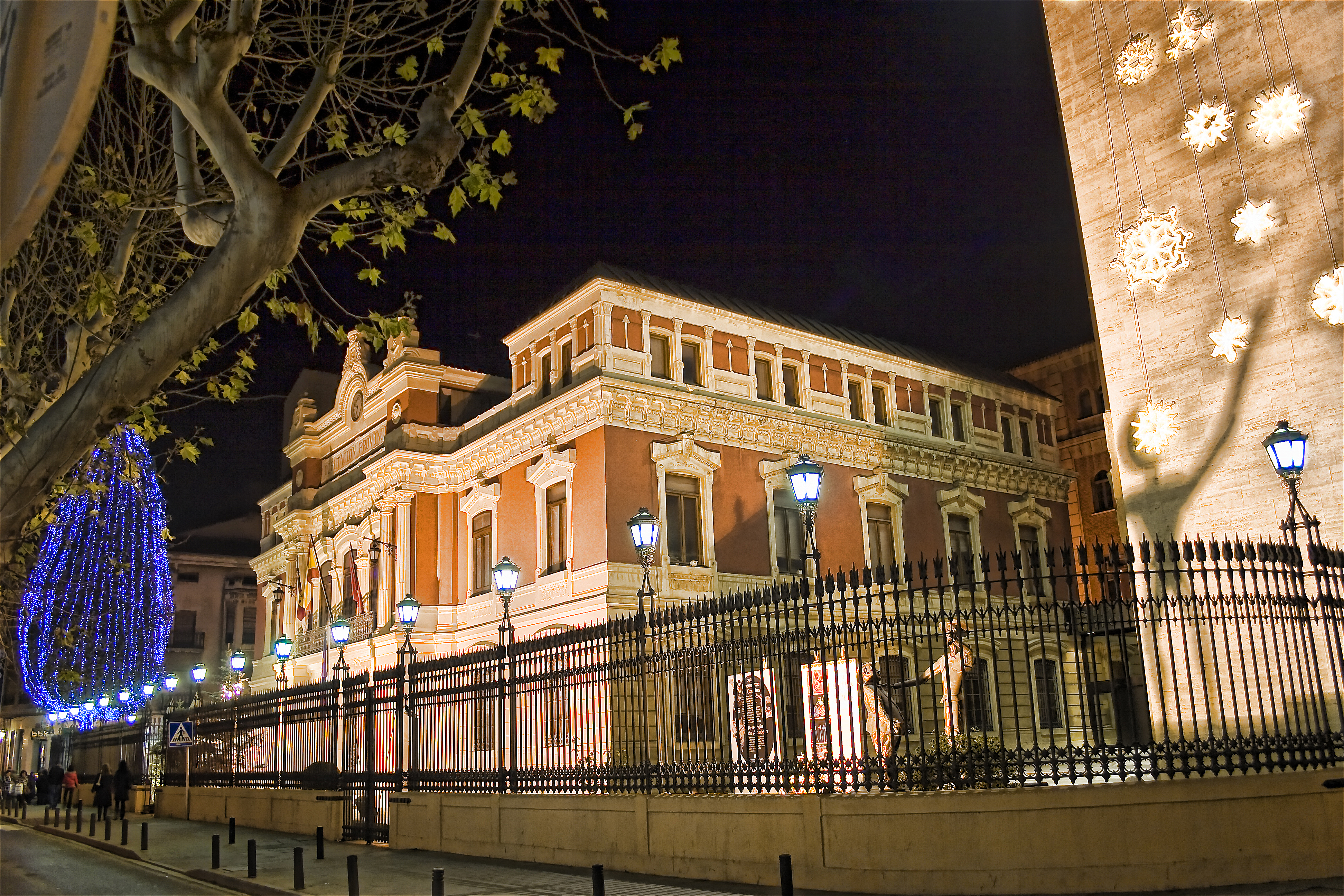
El Instituto de Estudios Albacetenses depende de la Diputación Provincial de Albacete.

La presidencia del Instituto de Estudios Albacetenses recae en el presidente de la Diputación Provincial de Albacete, mientras que la dirección de la institución la ocupa Antonio Caulín Martínez. El consejo rector está formado por 10 cargos, entre los que se encuentra, además del presidente y el director, el vicepresidente, 4 vocales, el secretario, el interventor y el tesorero.
El centro se estructura en los siguientes departamentos:
- Departamento de Arqueología y Prehistoria
- Departamento de Bellas Artes
- Departamento de Botánica
- Departamento de Economía
- Departamento Etnografía y Folklore
- Departamento de Filología y Literatura
- Departamento de Geografía
- Departamento de Geología
- Departamento de Historia
- Departamento de Ecología y Medio Ambiente
- Departamento de Zoología

## Instalaciones
La sede del Instituto de Estudios Albacetenses está ubicada en el chalet Fontecha, también conocido como casa Fontecha, es un palacete de la ciudad española de Albacete. Su construcción data de principios del siglo XX y está catalogado como Bien de Interés Patrimonial ubicado en la zona centro de la ciudad de Albacete. El IEA cuenta con biblioteca, salón de actos y sala de exposiciones, entre otras instalaciones.

## Biblioteca Tomás Navarro Tomás
La Biblioteca Tomás Navarro Tomás del Instituto de Estudios Albacetenses, creada en 1977, contiene una de las principales colecciones que existen sobre Albacete y su provincia, referencia para todos aquellos que quieren indagar en la historia de Albacete. La biblioteca está formada por numerosas colecciones de gran valor: 20 000 unidades materiales, 9000 fotografías, revistas, publicaciones periódicas, grabados, colección cartográfica…